# Bummellotte
Bummellotte er en tysk stumfilm fra 1922 af Wolfgang Neff.

## Medvirkende
- Peter Arnolds som Henry
- Karl Elzer som Herr Kosemann
- Karl Falkenberg som Hochstapler Mr. Lengforth
- Maria Forescu som Frau Baum
- Willy Kaiser-Heyl
- Lina Salten
- Robert Scholz
- Maria Zelenka som Lotte